# Sancé
Sancé – miejscowość i gmina we Francji, w regionie Burgundia-Franche-Comté, w departamencie Saona i Loara.
Według danych na rok 1990 gminę zamieszkiwało 1627 osób, a gęstość zaludnienia wynosiła 248 osób/km² (wśród 2044 gmin Burgundii Sancé plasuje się na 131. miejscu pod względem liczby ludności, natomiast pod względem powierzchni na miejscu 1141.).